# فخري الغزال
فخري الغزال ولد في 1981 في أكودة، هو مصور تونسي. تحصل فخري الغزال على شهادة من المعهد العالي للفنون الجميلة بتونس، وشارك في 2002 في معرض جماعي للوحات الزيتية في فضاء في التياترو في تونس العاصمة. في 2006، صوره حول مدينة تكرونة تحصلت على الجائزة الثالثة في المسابقة المنظمة من قبل البنك العربي لتونس في صنف فن وثقافة.

## المعارض
- 2005: اللقاءات الدولية الفوتوغرافية بغار الملح (تونس).
- 2007: The Abdel Basset Patchwork، اللقاءات الدولية بباماكو (مالي).

## المنشورات
- عمل مشترك (2007). Dans la ville et au delà. Bamako 2007 (بفرنسية). باريس: Marval. ISBN:9782862344119.{{استشهاد بكتاب}}:  صيانة الاستشهاد: لغة غير مدعومة (link)